# Cotoneaster royleanus
Cotoneaster royleanus är en rosväxtart som först beskrevs av Leopold Dippel, och fick sitt nu gällande namn av Jeanette Fryer, B.Hylmö. Cotoneaster royleanus ingår i släktet oxbär, och familjen rosväxter. Inga underarter finns listade i Catalogue of Life.